# Cuarț roz
Cuarțul roz este o formă de cuarț. Culoarea este datorată de ionii de fosfor.